# 平咲夏加
平咲 夏加（ひらさき なつか、1989年8月23日 - ）は、日本のモデル、タレント、レースクイーン。
東京都出身。イー・スマイル所属。RQ業の他にレーシングチームのアシスタントマネージャーも務める。愛称は「なったん」。Excellence Porsche Team KTR でチームメイトだった大島奈々と仲が良い。

## 人物
- 趣味：美容、健康
- 特技：医療事務、秘書検定2級
- 好きな色：紫、ピンク、水色、青、白[1]
- 尊敬する人：西村いちか
- 好きなタイプ：いいやつ
- 好きな場所：布団の中
- 好きな食べ物：梅干し、ピクルス、フルーツ、豆腐、かむかむレモン
- 好きなミュージシャンと音楽：New Found Glory、Hi-Standard、BOOM BOOM SATELLITES、Paramore、KICK THE CAN CREW、映画、アニメ、ゲームのサントラ

## 主な活動

### レースクイーン
| 年     | カテゴリー                | チーム名               | 他メンバー         |
| ------ | ------------------------- | ---------------------- | ------------------ |
| 2015年 | SUPER GT                  | S Road GIRL            | 鈴木紗楽           |
| 2016年 | SUPER GT                  | Porche Excellence Lady | 大島奈々、嶋田美彩 |
| 2016年 | 鈴鹿8時間耐久ロードレース | DUKE ARMY GIRL"S"      | 一瀬優美           |
| 2017年 | SUPER GT D1 GRAND PRIX    | DUNLOP DIREZZA Cheers  | 沢すみれ           |

### レーシングチームスタッフ
- 2018年：BLANCPAIN GT Asia「BMW Team Studie」[注 1]

### グリッドガール
- 2016年：MotoGP 日本グランプリ「Ducati」　アンドレア・ドヴィツィオーゾのグリッドを担当
- 2017年：MotoGP 日本グランプリ「Ducati」[10]　チャンピオン ホルヘ・ロレンソのグリッドを担当

## 受賞
- 2015年：ミス・グランド・ジャパン「フォトジェニック賞」[11]

## その他
- 17live 広告モデル（2018年）[12]
- メシテロ嬢#45 出演 （2016年）[13]

- 東京オートサロン
  - DUNLOPブースモデル（2015年）
  - nismoブースモデル（2016年）[14]
  - DUNLOPブースモデル（2017年）
- NISMO FESTIVAL（2015年)[15]
- 東京ゲームショウ
  - Vプリカブースコンパニオン（2014年9月）
  - D3パブリッシャーブースコンパニオン（2016年9月）
- CEATEC
  - Huaweiブースコンパニオン（2014年）[16]
  - SHARPブースコンパニオン（2015年）
  - SHARPブースコンパニオン（2016年）[17]
- ニコニコ超会議
  - ザクセスヘブンブースコンパニオン(2015年）[18]
  - SANYOブースコンパニオン(2016年）[19]
- 東京モーターショー Renaultブースコンパニオン（2015年）
- CP+
  - Canonブースコンパニオン（2015年）
- 東京モーターサイクルショー ヴィクトリーモーターサイクルズブースコンパニオン（2015年) [20]
- JAPAN GOLF FAIR キャロウェイゴルフブースコンパニオン（2016年）
- モーターファンフェスタ（2016年）[21]
- Ｇ１開設６１周年記念・ウェイキーカップ プロモーション（2015年8月[22]）
- 武藤工業の製品PVに出演（2015年〜2016年）